# 二宮俊実
二宮 俊実（にのみや としざね）は、戦国時代から江戸時代初期にかけての武将。吉川氏の家臣。

## 生涯
安芸国国人・吉川氏に仕えた。天文20年（1551年）、大内義隆が家臣の陶隆房の反乱により横死すると（大寧寺の変）、主君・吉川元春の父である毛利元就は陶方に協力し、大内義隆派の西条槌山城を攻撃した。この戦いに俊実は出陣し、攻略に成功している。天文24年（1555年）の厳島の戦いでは吉川軍の主力として奮戦、一時危機に陥った小早川隆景を救援した。その後、敗走する陶軍を追撃し、陶軍の三浦房清を討ち取る勲功を挙げた。
弘治4年/永禄元年（1558年）、毛利氏が石見国の本城常光に攻めると、主君・元春の指示を受け、山県春勝と供に決死隊を組織し、城将刺賀長信・高畠遠言が籠城中の山吹城への兵糧搬入を行った。この後、忍原崩れで敗北した毛利氏であったが、すぐさま体勢を整えると謀略により常光を誘降し、永禄5年（1562年）11月5日、俊実は粟屋源三、森脇春方と協力して常光を暗殺した。
俊実はその後も吉川氏の主力として戦い、その武勇を遺憾なく発揮した。慶長5年（1600年）の関ヶ原の戦いの後、敗れた毛利氏の移封にともない吉川氏も岩国へ移封されると、これに従った。
慶長8年（1603年）、同地で死去。

## 二宮俊実覚書
俊実は武勇だけでの人ではなかった。岩国移封後に、吉川氏の正当性を主張するために覚書の執筆を主君・吉川広家に依頼された。俊実は80歳を超える高齢であったが、最期のご奉公と、記憶を辿って一冊の書を完成させた。これが『二宮俊実覚書』である。この覚書は貴重な資料とされ、毛利氏歴史研究の重要な研究材料となっている。また、この後に執筆された『安西軍策』『陰徳記』『陰徳太平記』の基本資料となっている。